# بوغدان أندوني
بوغدان أندوني (بالرومانية: Bogdan Andone)‏ هو لاعب كرة قدم روماني في مركز الهجوم، ولد في 7 يناير 1975 في أيو ‏ في رومانيا. لعب مع أبولون ليماسول ورابيد بوخارست وستيودينتيسك بوخارست ونادي أوتسيلول غالاتسي ونادي إيرميس أراديبو ونادي براشوف ونادي فارول كونستانتسا ونادي فيرينتسفاروشي.

## وصلات خارجية
- بوغدان أندوني على موقع قاعدة بيانات كرة القدم.إي يو (الإنجليزية)
- بوغدان أندوني على موقع Soccerway.com (الإنجليزية)